# 紐卡斯爾城堡

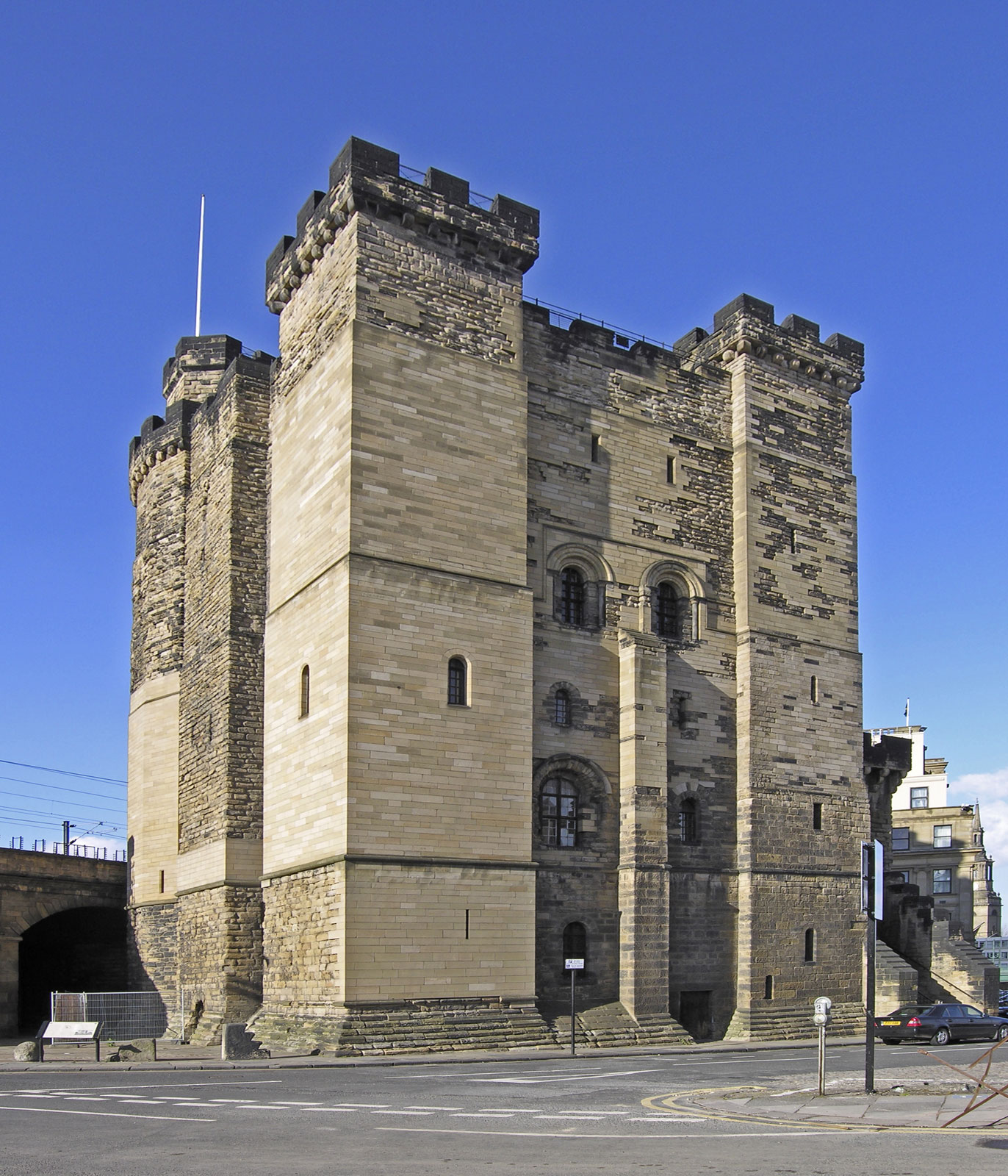
紐卡斯爾城堡

紐卡斯爾城堡（英語：The Castle）是位於英國英格蘭城市泰恩河畔紐卡斯爾的一座中世紀要塞，紐卡斯爾這一城市名稱即來源於此。在羅馬帝國時期這裡就已有防禦工事，現在的城堡則始建於1080年。現在紐卡斯爾城堡是英國的一級登錄建築。

## 外部連結
- Official site
- Newcastle Antiquaries website （页面存档备份，存于）
- Socantiqs website
- 3D Google Earth model of Newcastle Castle Keep （页面存档备份，存于）